# Vụ đánh bom Bruxelles 2016
Vào ngày 22 tháng 3 năm 2016, ít nhất 3 vụ nổ xảy ra tại Brussels, Bỉ. Hai vụ tại sân bay Bruxelles vào khoảng 8 giờ sáng và 1 tại Trạm metro Maalbeek lúc 9:11'. Tổng cộng 38 người bị chết (trong số đó có 3 thủ phạm) với khoảng 300 người bị thương, trong đó có 61 trong tình trạng nguy kịch (4 người đã tử vong ở bệnh viện) từ 40 quốc gia. Một khẩu súng trường và một quả bom thứ ba được tìm thấy trong quá trình lục soát sân bay và đã được phá hủy. Nhà nước Hồi giáo Iraq và Levant (ISIL) nhận trách nhiệm về vụ tấn công.

## Thủ phạm

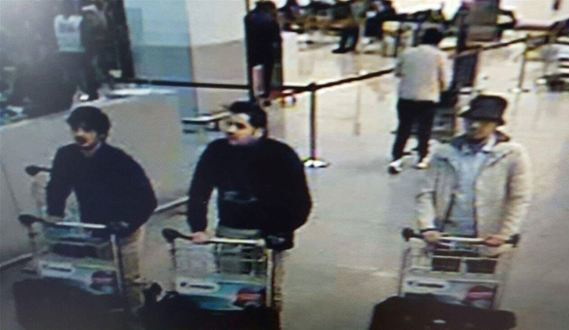
Hình ảnh cắt từ video ba người đàn ông được cho có liên quan đến các cuộc tấn công tại sân bay.

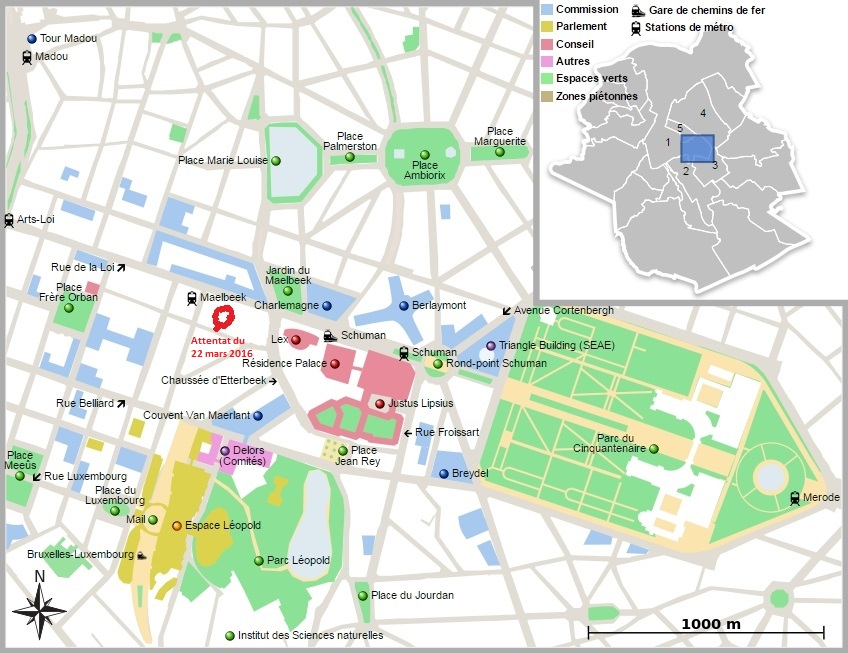
Trạm xe điện ngầm Maelbeek tại khu phố châu Âu tại Brussels.

Từ hình ảnh cắt ở đoạn phim CCTV cho thấy ba người bị tình nghi đánh bom tại sân bay Brussels. Sau đó cảnh sát Bỉ đã công bố tấm hình này. Hai thủ phạm đã đánh bom tự sát. Một nịt chứa bom được tìm thấy, có lẽ của tình nghi thứ ba. Nịt này đã được phá hủy qua một vụ nổ có kiểm soát.

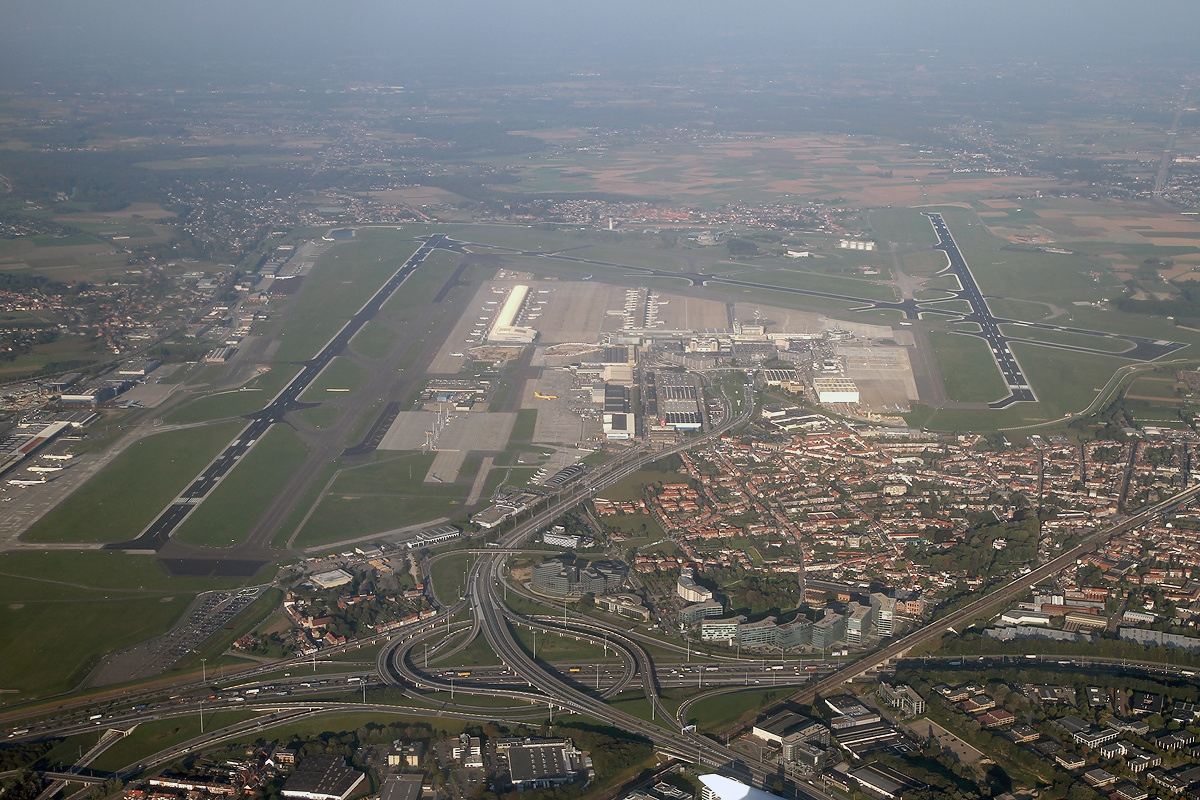
Sân bay Brussels nhìn từ trên không.

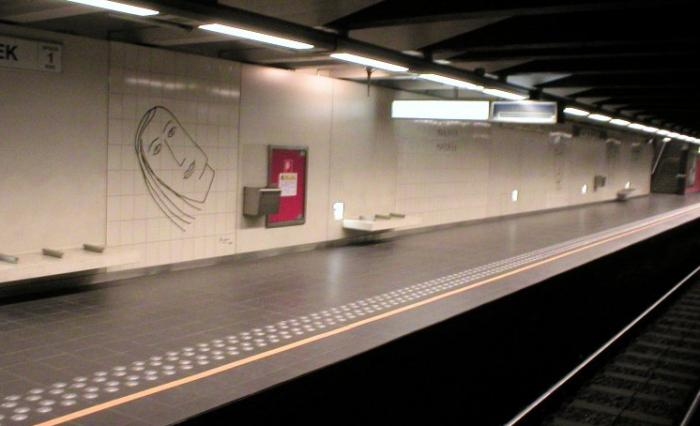
Tàu điện ngầm sân ga Maalbeek

Trong đoạn video an ninh, ba người đàn ông đang đẩy hành lý - được cho là để chứa các quả bom phát nổ tại sân bay. Theo một người lái xe taxi chở họ đến sân bay, ông đã cố gắng để giúp đỡ đưa chiếc hành lý, nhưng đã bị từ chối, và ra lệnh cho ông đi. Hai người đàn ông bị nghi ngờ là kẻ đánh bom tự sát, cả hai xuất hiện chỉ đeo găng đen vào tay trái mà có thể đã giấu kíp nổ các vật liệu nổ.
Vài giờ sau khi các cuộc tấn công, cảnh sát đã được chỉ vào một ngôi nhà ở Schaarbeek, một vùng ngoại ô phía bắc của Brussels, bởi một lái xe taxi - người lái xe đưa nghi phạm đến Sân bay Brussels. Họ lục soát nhà và tìm thấy một quả bom, hóa chất, và một lá cờ ISIL. Một người đàn ông đã bị bắt giam, mặc dù vẫn chưa biết ông ta có phải là nghi phạm thứ ba mà cảnh sát đang truy tìm hay không.
Theo như đài truyền thanh RTBF vào sáng ngày 23/3, 2 kẻ khủng bố tự sát bằng bom là 2 anh em Khalid und Brahim El Bakhraoui, còn kẻ tình nghi thứ 3 theo báo „DH“ là Najim Laachraoui. Theo đài này vụ này có liên quan tới các vụ tấn công Paris tháng 11 năm 2015, một trong 3 người này có dính líu tới việc chuẩn bị các vụ tấn công ở đó. Cả hai anh em mướn nhà ở khu Forest, Bruxelles, nơi mà cảnh sát đã khám xét vào ngày thứ 3 tuần trước và đã bắn chết một tay khủng bố 35 tuổi người Algeria, và đã khám phá ra dấu tay của kẻ tình nghi đầu xỏ khủng bố Salah Abdeslam ở đó. Anh em el Bakraoui lớn lên ở Bruxelles và đã vào tù nhiều lần. Ibrahim el Bakraoui vào năm 2010 vào tù, sau khi ông ta trong một vụ ăn cướp đã dùng súng Kalaschnikow bắn vào một cảnh sát. Laachraoui, 24 tuổi, được xem là chuyên viên chế bom của nhóm khủng bố này. Ông được cho là đã chế ra nịt gài bom, mà các khủng bố tự sát đã sử dụng ở Paris. Laachraoui dùng tên Soufiane Kayal, đã bị cảnh sát Áo kiểm soát vào ngày 9 tháng 9 năm 2015 tại biên giới Áo-Hung. Cùng đi trong chuyến có Salah Abdeslam cũng như Mohamed Belkaid, người mà trong cuộc khám xét chỗ ẩn núp của những kẻ khủng bố tại Forest bị bắn chết. Những nhà điều tra Pháp cho là, Laachraoui và Belkaid đã phối hợp các cuộc khủng bố ở Paris từ Bruxelles. Belkaid đã nhận vào ngày 13 tháng 11 một SMS từ các kẻ khủng bố ở nhà hát Bataclan. Trong đó có viết: „chúng tôi đã đi, chúng tôi đang bắt đầu“.
Trong cuộc họp báo vào trưa ngày 23/3 công tố viên Frédéric Van Leeuw cho biết Ibrahim el Bakraoui trong hình 3 người là kẻ đứng giữa, 2 kẻ còn lại chưa nhận diện được. Ibrahim đã để lại chúc thư, được tìm thấy trong thùng rác gần căn hộ bị khám xét ở phường Schaerbeek. Tại căn hộ người ta đã tìm thấy 15 kg chất nổ và một số lượng lớn chất hóa học. Khalid, người anh em của ông ta là kẻ đánh bom tự sát tại trạm Metro Maelbeek. Kẻ mặt áo khoác trắng nhạt là kẻ bỏ lại cái túi sách lớn, mà đã nổ nhưng không gây thiệt hại lớn, hiện đang bị truy nã. Theo báo "Le Soir" người đó là Fayçal Cheffou, mà đã bị bắt giam vào đêm 24, đã được tài xế Taxi mà đã chở họ ra phi trường nhận diện. Tuy nhiên sau đó có tin chính thức xác nhận là Fayçal Cheffou không phải là thủ phạm thứ ba tại phi trường.
Theo tin mới, Najim Laachraoui là kẻ khủng bố tự sát thứ hai tại phi trường.
Theo như đài truyền thanh Bỉ RTBF, Khalid không chỉ là kẻ khủng bố duy nhất trong vụ đặt bom tại Metro Maelbeek. Từ hình các máy quay phim kiểm soát cho thấy có một người thứ 2 với một túi sách lớn. Hiện vẫn chưa biết rõ, là người này đã chết trong vụ bom nổ hay đang bỏ trốn.
Các quan chức tình báo phương Tây cho rằng có rất nhiều nghi phạm đang lẩn tránh hiện đang được tìm kiếm bởi cảnh sát Bỉ và rằng nhiều cuộc tấn công đang được lên kế hoạch. Đặt châu Âu vào nguy cơ khủng bố toàn diện.
Năm vụ bắt giữ được tiến hành hôm thứ Sáu, 8.4. Một nghi phạm, Osama K, sẽ bị điều tra về vụ đánh bom ga tàu điện ngầm theo sau vụ tấn công phi trường. Nghi phạm chính còn lại trong vụ tấn công ở Paris tháng 11 năm 2015, Mohamed Abrini, đã bị bắt tại Brussels, Bỉ. Mohamed Abrini cũng đã thú nhận mình chính là thủ phạm thứ ba trong vụ khủng bố tại sân bay Brussels, kẻ đã bỏ nhưng không kích nổ quả bom. Ông thú nhận kế hoạch ban đầu của nhóm là tấn công Pháp, tuy nhiên nhóm khủng bố đã quyết định đổi mục tiêu sang Brussels sau khi Salah Abdeslam, cũng là đồng phạm bị bắt.

### Các kẻ giúp đỡ
Theo lệnh lùng bắt châu Âu của Bỉ, Ý đã bắt giam một người Algeria, Djamal Eddine O, tại Salerno, Nam Ý vào ngày 26.3, thuộc nhóm chuyên làm giấy thông hành (hộ chiếu) giả. Ít nhất một kẻ khủng bố ở Brüssel, một kẻ tấn công ở Paris cũng như tên bị nghi ngờ khủng bố đang bị giam giữ Salah Abdeslam đã sài giấy tờ, mà băng đảng này đã làm giả.

## Phản ứng

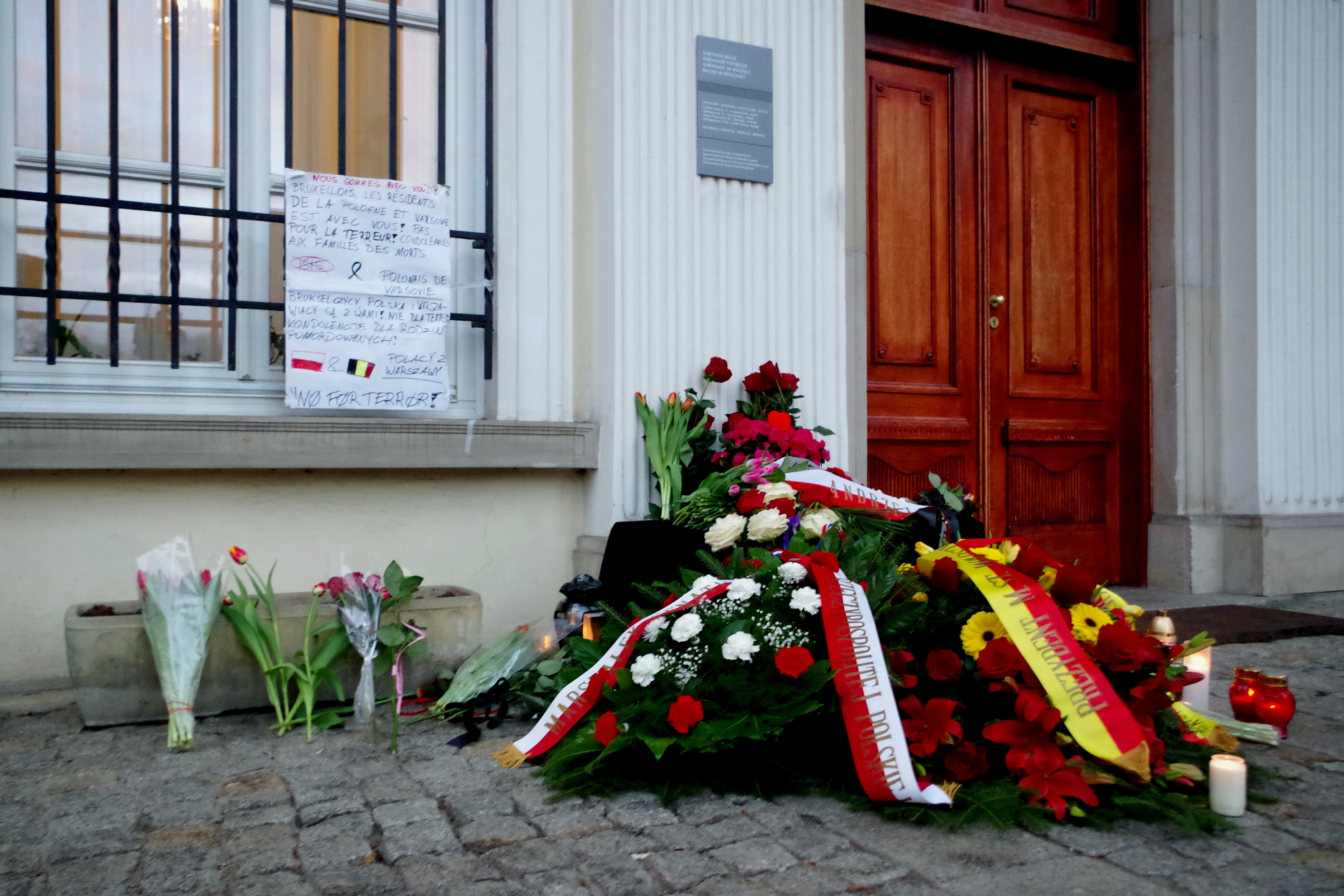
Những vòng hoa tại Đại sứ quán Bỉ ở Warsaw, Ba Lan

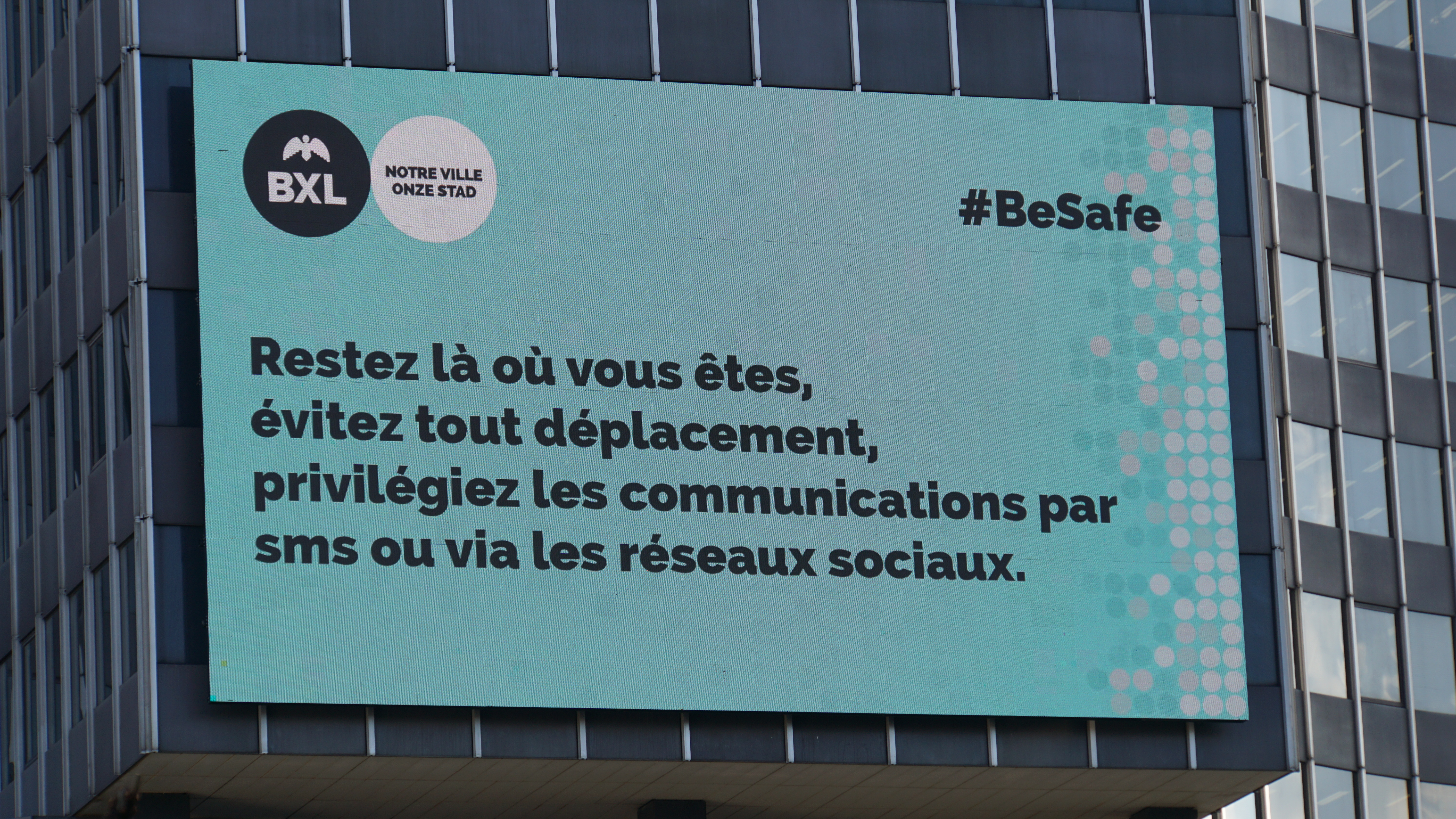
Sau vụ nổ, thành phố Brussels billboard khuyên mọi người "ở lại tại chỗ, tránh di chuyển, ưu tiên dùng SMS và mạng xã hội "(ban đầu được viết bằng tiếng Pháp)

Người ta đã bố trí bổ sung cảnh sát ở biên giới Bỉ và Hà Lan. An ninh được tăng cường, đặc biệt ở các sân bay và các trung tâm giao thông khác, ở các nước như Đan Mạch, Pháp, Hy Lạp, Malta, Hà Lan, Đức, Philippines, Vương quốc Anh, và Hoa Kỳ

### Bỉ
Sau vụ nổ tại nhà ga Maalbeek, toàn bộ hệ thống metro ở Brussels bị đóng cửa. Các chuyến bay đến Brussels, Bỉ, được sang sân bay Amsterdam, Hà Lan, sau khi sân bay Zaventem bị tấn công. Các chuyến tàu hỏa đến Bỉ bị hoãn.
Bộ nội vụ của Bỉ thông báo rằng mức khủng bố trong nước sẽ được nâng lên mức cao nhất sau các cuộc tấn công.

### Hà Lan
Cảnh sát Hà Lan tăng cường tuần tra an ninh tại các sân bay và thắt chặt kiểm tra ở khu vực biên giới.An ninh đã được tăng lên tại sân bay Gatwick (Anh), và sân bay Schiphol ở Hà Lan. Ở Hà Lan mức an ninh cao hơn được áp dụng ở bốn trạm xe lửa chính và các trạm xe lửa biên giới, biên giới với Bỉ và tại Binnenhof.

### Pháp
Biên giới giữa Pháp và Bỉ đã bị đóng cửa.

### Israel
Ngay sau khi tin tức về vụ nổ, Israel đã ban hành một lệnh cấm tạm thời trên tất cả các chuyến bay từ châu Âu. Lệnh cấm được đặt ra từ 10:30 đến nửa đêm giờ Israel. Lệnh cấm không ảnh hưởng đến các chuyến bay đi.